# Pedro Fins

Fins junto ao seu Lotus Elan 26R.

Pedro Fins (Braga, Portugal, 28 de março de 1977 — Viana do Castelo, Portugal, 30 de junho de 2013) foi um piloto português, vencedor do Campeonato Nacional de Ralis e da Taça de Portugal de Clássicos na categoria T1. À data da sua morte era considerado um dos mais versáteis pilotos de Portugal.
Em 2004 conseguiu um terceiro lugar, dois segundos e a vitória na última prova da época da Honda BPI Cup. No ano seguinte conseguiu o terceiro lugar no Rali Centro de Portugal.
Em 2010, ao volante de um Lotus Elan 26R, consegue o título de Campeão Nacional de Clássicos na categoria 1 e vencedor da Taça de Portugal de Clássicos, também na categoria 1. No mesmo ano obtém ainda o vice-campeonato na Ford Transit Trophy.
Na época seguinte, em 2011, conquistou novamente o título na Taça de Portugal de Clássicos com o Lotus, no emblemático Circuito da Boavista, ficando-se pelo quarto lugar na Ford Transit Trophy.
Em 2012 regressa aos ralis com o Peugeot 206 GTi preparado pela SFR Motorsport, e com Sérgio Rocha como copiloto, conseguindo um terceiro lugar em Castelo Branco e dois segundos em Loulé e Baião, terminando a época em terceiro lugar. Participou ainda com o Lotus Elan 26R na Rampa da Falperra, uma das suas provas preferidas, e na Ford Transit Trophy, vencendo nas duas categorias em que competiu.
Morreu a 30 de junho de 2013 em consequência de um acidente de viação na Areosa, perto de Viana do Castelo, quando se dirigia para o Circuito da Boavista, no Porto. O piloto ainda chegou com vida ao hospital local, mas não resistiu à gravidade dos ferimentos.
O piloto foi homenageado no Rali de Viana do Castelo, que criou especificamente um troféu para a equipa mais rápida na classificativa "Super-Especial Viana do Castelo 2", que marca a parte final da prova. O "Troféu Pedro Fins" é atribuído pela Câmara Municipal de Viana do Castelo.